# Mache dich, mein Geist, bereit

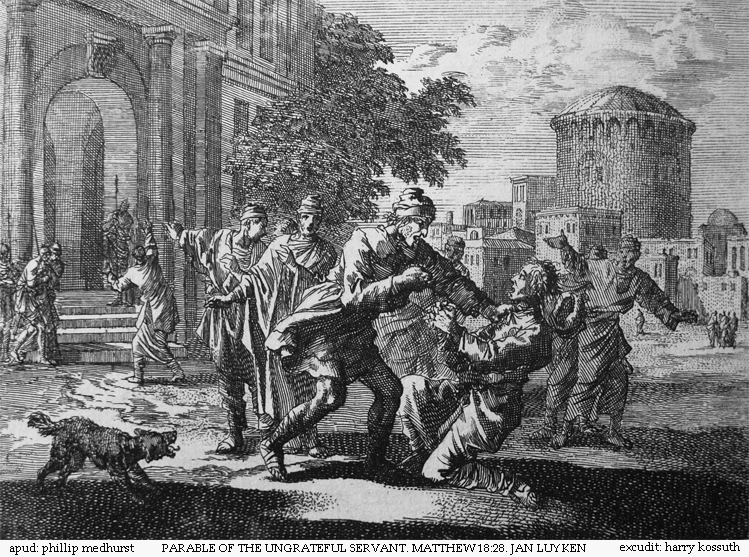
Parabole du serviteur ingrat, gravure de Jan Luyken dans la Bible de Robert Bowyer.

Mache dich, mein Geist, bereit (Tiens-toi prête mon âme) (BWV 115) est une cantate religieuse de Johann Sebastian Bach composée à Leipzig en 1724.

## Histoire et livret

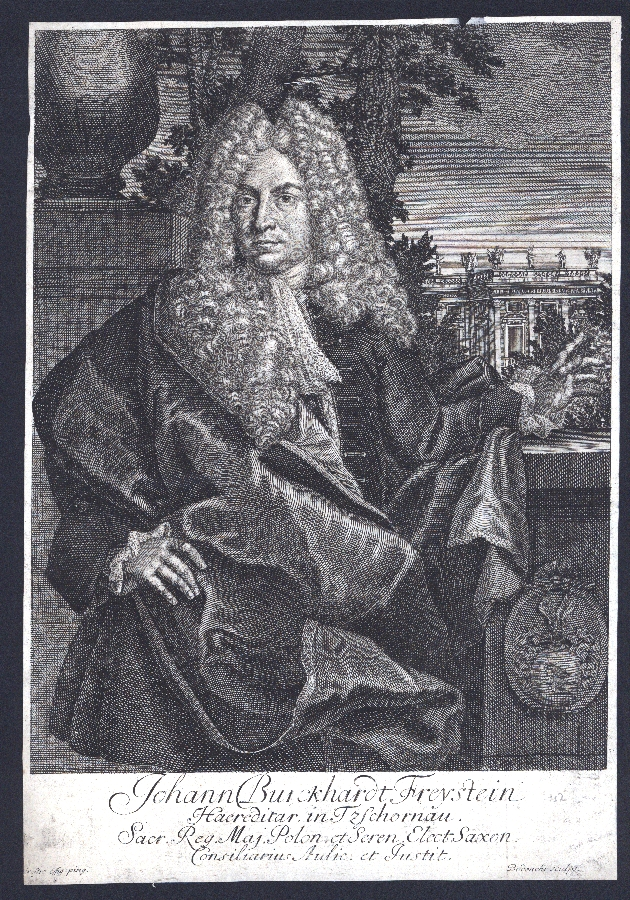
Johann Burchard Freystein.

Bach compose la cantate au cours de la deuxième année à Leipzig à l'occasion du vingt-deuxième dimanche après la Trinité. Pour cette destination liturgique, deux autres cantates ont franchi le seuil de la postérité : les BWV 55 et 89. Cette année-là, Bach compose un cycle ode cantates chorales, commencé le premier dimanche après la Trinité de 1724,. Les lectures prescrites pour ce dimanche sont tirées de l'épître aux Philippiens, grâce et prière pour l'assemblée de Philippes (1:3–11), et de l'évangile selon Matthieu, la parabole du serviteur ingrat (18:23–35).
La cantate est basée sur un cantique en dix strophes de Johann Burchard Freystein (1695) qui développe un thème unique associé à l'évangile : Prépare-toi par l'écoute et la prière à la venue du Seigneur. Un poète inconnu conserve les première et dernière strophes pour les 1er et 6e mouvements. Il dérive les mouvements internes sous forme de séquence alternées d'aria et de récitatifs à partir des strophes intérieures, utilisant la 2e pour le 2e mouvement, les 3e et 6e strophes pour le 3e mouvement, la 7e strophe pour le 4e mouvement, garde les deux premiers vers inchangés et les 8e et 9e strophes pour le 5e mouvement. Le choral est chanté sur la mélodie anonyme de Straf mich nicht in deinem Zorn (1681).
Bach inaugure la cantate le 5 novembre 1724.
Le thème choral est inspiré du psaume « Straf mich nicht in deinem Zorn ». Ce morceau se trouve comme air de danse appelé  Lament  dans un manuscrit daté d'au moins 1681. Il a ensuite été imprimé comme chant d'église (Aria) dans les  Hundert ahnmutig- und sonderbar geistlicher Arien à Dresde en 1694.

## Structure et instrumentation
La cantate est écrite pour flûte traversière, hautbois d'amour, deux violons, alto, violoncelle piccolo et basse continue, quatre solistes (soprano, alto, ténor, basse) et chœur à quatre voix.
Il y a six mouvements :
1. chœur : Mache dich, mein Geist, bereit
2. aria : Ach, schläfrige Seele, wie? ruhest du noch?, alto
3. récitatif : Gott, so vor deine Seele wacht, basse
4. aria : Bete aber auch dabei, soprano
5. récitatif : Er sehnet sich nach unserm Schreien, ténor
6. choral : Drum so lasst uns immerdar wachen,

## Musique
Le chœur d'ouverture est une fantaisie chorale sous forme de passacaille. Les instruments exécutent une musique de chambre concertante indépendante disposée en trois groupes, la flûte, le hautbois d'amour et les cordes à l'unisson. Les soprano chantent la mélodie en tant que cantus firmus, les voix plus graves sont disposées partie en imitation, partie en homophonie. L'aria de l'alto (« Oh, âme endormie - es-tu toujours au repos? ») commence, comme le note Klaus Hofmann, « comme une scène de sommeil musicale d'un genre qui pourrait avoir orné un opéra de l'époque ». Marqué adagio, le hautbois d'amour joue un solo au rythme d'une sicilienne, menant à une « longue, paisible note quasi « endormie ». L'exhortation du texte à faire preuve de vigilance (« Le châtiment pourrait soudainement te réveiller et, si tu n'es pas averti, te cacher dans le sommeil de la mort éternelle ») apparaît dans la section centrale contrastée, marquée allegro.
Dans l'aria de soprano Bete aber auch dabei (« mais tu devrais aussi prier »), la flûte et le violoncelle piccolo jouent une musique de chambre à laquelle le solo ajoute une « noble cantilène ». Le choral de clôture est une disposition en quatre parties de l'appel final : « Aussi soyons toujours vigilants, implorons et prions ».

## Dans la culture
(source : générique)
- 2001 : C'est la vie de Jean-Pierre Améris

## Source
- (en) Cet article est partiellement ou en totalité issu de l’article de Wikipédia en anglais intitulé « Mache dich, mein Geist, bereit, BWV 115 » (voir la liste des auteurs).